# Cheiromeles parvidens
Cheiromeles parvidens é uma espécie de morcego da família Molossidae. Pode ser encontrada na Indonésia e Filipinas.